# Z 38
Der Zerstörer Z 38 wurde im Zweiten Weltkrieg als Typ 1936A (Mob) der deutschen Kriegsmarine gebaut.

## Bau
Die Auftragsvergabe für den Zerstörer erfolgte am 19. September 1939. Die Kiellegung fand im Laufe des Jahres 1940 auf der Germaniawerft in Kiel statt. Der Stapellauf war am 5. August 1941. Nach dem Stapellauf ergaben sich lange Bauverzögerungen durch Mangel an Baumaterial, wichtigeren Arbeiten der Werft und Abkommandierung von Werftpersonal nach Norwegen.

## Einsatz in Norwegen
Z 38 wurde am 20. März 1943 in Dienst gestellt. Während der Einfahrzeit diente der Zerstörer im August 1943 als Torpedofangboot für die zu der Zeit als Schulschiffe fahrenden Leichten Kreuzer Emden und Nürnberg. Am 22. Oktober 1943 verließ Z 38 Swinemünde in Richtung Nordnorwegen, um sich dort der Kampfgruppe I aus schweren deutschen Kriegsschiffen anzuschließen.
Z 38 war zwar beim Unternehmen Ostfront Ende Dezember 1943, dem vergeblichen Angriff einer deutschen Kriegsschiffgruppe mit dem Schlachtschiff Scharnhorst auf den Nordmeergeleitzug JW 55B dabei, hatte aber keine Feindberührung. Bis zum Oktober 1944 war der Zerstörer zum Schutz des in Nordnorwegen liegenden Schlachtschiffs Tirpitz eingesetzt.
Ab November 1944 war der Zerstörer bei der Deckung der Evakuierung der Polarfront im nördlichsten Finnland und Norwegen eingesetzt. Bei einem Minenlegeeinsatz von Tromsö aus im Porsangerfjord hatte er Grundberührung und übergab seine Minen an Z 33 und ging zur Bogenbucht für die notwendigen Reparaturen seiner Propeller.
Nach einer weiteren Minenlegeunternehmung in Nordnorwegen am 25. Januar 1945 verließ Z 38 Tromsö in Richtung Ostsee zusammen mit Z 31 und Z 34. Dabei kam es vor dem Sognefjord am 28. Januar zu einem Gefecht mit den Leichter Kreuzern Diadem und Mauritius, wobei Z 38 einen Treffer an seinem Schornstein erhielt.

## Einsatz in der Ostsee
In Kiel nahm der Zerstörer 200 Marineartilleristen für Gotenhafen an Bord. Mitte Februar 1945 war Z 38 mit Geleitaufgaben in der Ostsee beschäftigt. Vom 23. bis 28. Februar war der Zerstörer an der Beschießung von sowjetischen Truppen an der samländischen Küste beteiligt. Vom 4. bis 6. März 1945 beschoss Z 38 erneut sowjetische Truppen an der deutschen Ostseeküste und nahm dann in Pillau Flüchtlinge nach Gotenhafen auf. Am 7. März verließ der Zerstörer mit T 28 und Z 35 Gotenhafen mit dem mit Flüchtlingen beladenen Passagierschiff Pretoria und geleitete den Flüchtlingstransport nach Kopenhagen.
Seit dem 13. März 1945 war der Zerstörer wieder für die Beschießungen sowjetischer Truppen an der deutschen Ostseeküste eingesetzt, welches bis zum 4. Mai andauerte. Zwischendurch geleitete Z 38 die ebenfalls an den Beschießungen sowjetischer Truppen beteiligten Schweren Kreuzer Prinz Eugen und Lützow am 9. April von der Danziger Bucht nach Swinemünde.
Am 3. Mai geleitete Z 38 zusammen mit Z 39 das durch einen Minentreffer vor Swinemünde beschädigte alte Schlachtschiff Schlesien. Am 4. Mai nahm Z 38 in Swinemünde Flüchtlinge und Wehrmachtspersonal an Bord, um es sie nach Kopenhagen zu bringen.
Als am 4. Mai die Orion mit 4000 Flüchtlingen an Bord auf dem Weg nach Kopenhagen durch einen Luftangriff versenkt wurde, war auch Z 38 bei der Aufnahme der Menschen von der Orion dabei und fuhr auch die von ihr aufgenommenen Schiffbrüchigen nach Kopenhagen. Am 7. Mai führte der Zerstörer eine weitere Fahrt von Swinemünde mit Flüchtlingen nach Kopenhagen durch.
Am 9. Mai, dem Tag der deutschen Kapitulation, traf Z 38 in der Flensburger Förde ein und lieferte das Kriegstagebuch des Schiffes am Wohnhaus des Kommandanten ab. Am 10. Mai 1945 erreichte Z 38 Kiel und wurde außer Dienst gestellt.

## Britische Kriegsbeute
Der Zerstörer wurde von einer deutsch-britischen Besatzung nach Wilhelmshaven überführt und einer kurzen Überholung unterzogen. Am 6. Juli 1945 fuhr Z 38 nach Portsmouth ab als britische Kriegsbeute für die Royal Navy. Das deutsche Fachpersonal der Besatzung blieb bis zum 22. September 1946 an Bord.
In Nonsuch umbenannt wurde der Zerstörer für verschiedene Versuche und Untersuchungen benutzt. Im Oktober 1949, nachdem das Schiff desarmiert und ausgeschlachtet worden war, schleppte man den ehemaligen deutschen Zerstörer für Versuche mit Unterwasserexplosionen zum Loch Striven. Nach der ersten Explosion brach der Kiel des Schiffes, und um seinen Untergang zu verhindern wurde es auf Strand gesetzt. Am 8. November 1949 wurde das Wrack zum Verschrotten verkauft und in der Folge abgebrochen.

## Kommandanten
- 20. März 1943 bis September 1944 Korvettenkapitän Gerfried Brutzer
- September 1944 bis 10. Mai 1945 Korvettenkapitän Freiherr Wilhelm Nikolaus von Lyncker